# Kim Dotcom
Kim Dotcom (rodným jménem Kim Schmitz, také známý jako Kimble, a Kim Tim Jim Vestor) (* 21. ledna 1974 Kiel) je německo-finský internetový podnikatel v současnosti žijící na Novém Zélandu. Je zakladatelem služby Megaupload a asociovaných stránek a také autor nástupce Megauploadu, Mega.
V Německu se dostal ke slávě v devadesátých letech jako údajný hacker a internetový podnikatel. Byl odsouzen za několik trestných činů a odsouzen k podmíněnému trestu odnětí svobody v roce 1994 za podvod a špionáž dat. Další podmíněný trest dostal v roce 2003 za zneužití důvěrných informací a zpronevěru.
V lednu 2012 byl zatčen novozélandskou policií v souladu s americkým obviněním z porušení autorských práv na Megauploadu. Dotcom byl obviněn ze způsobení škody ve výši 500 miliónů dolarů zábavnímu průmyslu kvůli souborům nahrávaným na Megaupload, který měl přes 150 milionů registrovaných uživatelů. On sám důrazně odmítá obvinění a bojuje proti pokusu o jeho vydání Spojeným státům. I přesto, že se čeká na legální rozhodnutí za Megaupload, Kim v lednu 2013 spustil nový projekt webové stránky Mega. Tyto stránky slouží jako cloudové úložiště, které používá šifrování k ochraně uživatelů před vládní špionáží. Později Mega opustil a v létě 2015 prohlásil, že data skladovaná na Mega už nemusí být v bezpečí, protože společnost Mega je nyní řízena novozélandskou vládou. Z toho důvodu se rozhodl založit nové opensource úložiště založené na podobném principu jako Wikipedie. To by mělo být spuštěno 20. ledna 2017.

## Osobní život
Narodil se jako Kim Schmitz v Kielu v Západním Německu. Je rozložité postavy, měří 2 metry a váží přes 130 kg. Byl nazván jedním z "největších tech podnikatelů". V roce 2005 si změnil příjmení na Dotcom, zřejmě jako pocta technologii, která z něho udělala milionáře.
Před zatčením na Novém Zélandu si užíval luxusního životního stylu. Jeho hlavním zdrojem financí v roce 2001 byla firma "Kimvestor", hodnota které byla odhadována na 200 milionů eur. Je znám vydáváním peněz na drahá auta a lodě. Při jedné příležitosti utratil jeden milion dolarů za pronájem 73metrové luxusní jachty, se kterou zakotvil v Monte Carlu při Grand Prix Monaka 2000 a pořádal na ní přepychové oslavy pro hosty jako monacký princ Rainier III. Podle amerických úředníků vlastnil alespoň 18 luxusních vozů a tři vozy s poznávacími značkami "HACKER", "MAFIA" a "STONED". Zúčastnil se mezinárodního silničního závodu Gumball 3000 v letech 2001 a 2004.